# Calikartel

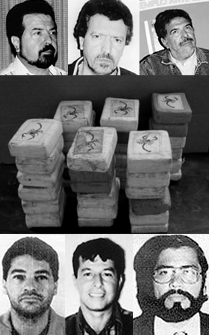
Hoofdpersonen in het Calicartel

Het Calikartel was een van origine Colombiaans drugskartel. Het was de grote concurrent van het Medellínkartel van Pablo Escobar. Tussen beide organisaties heeft een paramilitaire oorlog gewoed. Net als het Medellínkartel is het Calikartel vernoemd naar een stad, Cali, een van de drie grootste steden in Colombia. Het kartel werd opgericht door de gebroeders Gilberto en Miguel Rodríguez Orejuela en José Santacruz Londoño en kende zijn hoogtijdagen in de jaren tachtig en negentig van de twintigste eeuw.

## Nederlanders
Criminoloog Frank Bovenkerk heeft het levensverhaal van de Nederlandse Bettien Martens beschreven, die opklom tot een hoge positie in het kartel. Ze werd in 1992 gearresteerd in Italië. In ruil voor strafvermindering legde ze uitvoerige verklaringen af tegenover justitie en de Amerikaanse Drug Enforcement Administration (DEA).
Bettien Martens had onder andere contact met crimineel Klaas Bruinsma en samen deden ze een poging het Calikartel aan te sluiten op de "Hollandse klompenmaffia".
- Gemeinsame Normdatei: 1190395266
- Library of Congress Control Number: n2008036481
- Nationale Bibliotheek van Israël: 987007335259005171
- Virtual International Authority File: 151497674